# Центилоквиум (Гермес Трисмегист)
Центилоквиум Гермеса Трисмегиста (лат. Centiloquium, «сто изречений»), Hermetis Centiloquium, или Hermetis centum aphorismorum liber — один из герметических текстов, коллекция из ста астрологических афоризмов, авторство которых приписывается Гермесу Трисмегисту.

## Описание
Центилоквиум Гермеса — «самый популярный герметический трактат в Средние века после „Асклепия“». Вместе с «Изумрудной скрижалью» Центилоквиум и «Асклепий» были «наиболее распространенными произведениями герметической литературы в латинском Средневековье». Коллекция афоризмов не следует какой-то специальной последовательности изложения и затрагивает различные направления — натальную и элективную астрологию, метеорологию, ятроматематику, например, «17. Если вопрос будет задан об отце, смотрите четвёртый дом, о брате — третий, о сыне — пятый, о жене — седьмой, но если вопрос о больном человеке, то рассматривайте только Асцендент».
Центилоквиум написан в форме акростиха, благодаря чему некоторые исследователи считают возможным идентифицировать автора трактата — Стефана из Мессины, который посвятил свою работу королю Сицилии Манфреду (1258-1266). Как предполагается, Стефан, указанный в качестве автора Центилоквиума в отдельных манускриптах, сделал для короля подборку изречений из различных герметических трактатов и перевёл их с арабского языка на латынь. По одной из версий, центилоквиум был частично или полностью позаимствован из неопубликованной работы Liber rememorationum Садана, ученика Абу Машара, собравшего высказывания своего учителя.

## Издания
На латинском языке
- Hermes, Centiloquium

На английском языке
- Coley, Henry Chap. 21. Hermes Trismegistus his Centiloquium // Clavis Astrologiae Elimata. Key to the Whole Art of Astrology. — London, 1676. — p.329-339.

На русском языке
- Афоризмы Гермеса Трисмегиста (перевод 30 из 100 афоризмов) // Гермес Трисмегист и герметическая традиция Востока и Запада: Сост., коммент., пер. К. Богуцкого. — К.: Ирис; М.: Алетейа, 2001. — С.316-318.
- Центилоквиум Гермеса Трисмегиста // Сущность астрологии в 300 афоризмах: Центилоквиумы Птолемея, Гермеса и Бетема. — ЛитРес, 2021.